# 陳群 (1910年)

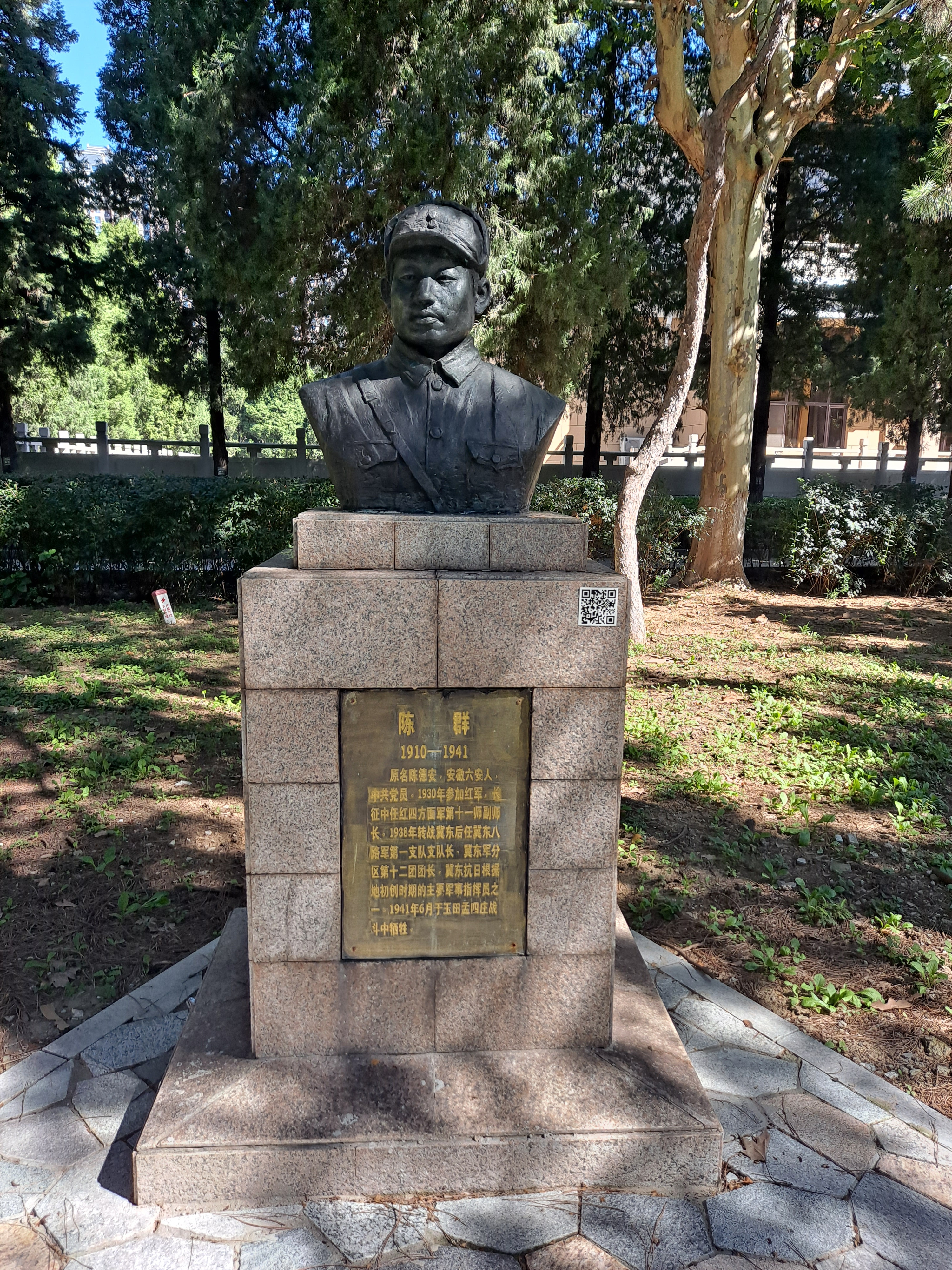
冀东烈士陵园陈群铜像

陈群（1910年—1941年6月2日），原名陈德安，安徽省六安县陈家湾村人。八路军冀东军分区第十二团团长。

## 生平
幼年家贫，早年丧母，父子二人给地主当长工、放牛。1929年冬参加了中共六安中心县委发动的农民暴动，1929年加入中国共产党。1930年参加中国工农红军。后任红三十军连长、团长、副师长。
抗战爆发后，在八路军第一一五师三四四旅参加了平型关战斗。被派遣开辟平西。到1937年冬争取了10来个村的民团，整编为八路军晋察冀军区第六支队第七团，萧思明任团长，陈群任副团长。
1938年5月17日，八路军总部命令邓华支队和宋时轮支队合编为八路军第四纵队，挺进冀东。任八路军第四纵队十一支队第三十三大队副大队长，参加冀东抗日大暴动。1938年10月任冀东第一游击支队支队长。1939年9月任八路军冀热察挺进军第三十七大队大队长。1938年11月任冀东第十二团团长。1941年夏，日伪在冀东开展了第一次“治安强化运动”。1941年6月2日，在玉田县孟四庄用望远镜观察日军动向，突遭掷弹筒射来两发炮弹落在身旁。陈群腹部受了重伤，两名警卫员当场牺牲。当天黄昏，陈群伤重牺牲。

## 纪念
陈群安葬于冀东烈士陵园。2015年8月民政部公布第二批著名抗日英烈和英雄群体名录，陈群名列其中。